# 저스트 코즈 (비디오 게임)
저스트 코즈(Just Cause)는 오픈 월드 환경을 배경으로 하는 2006년 3인칭 액션 어드벤처 게임이다.
스웨덴의 개발사 Avalanche Studios가 개발하였고 아이도스 인터랙티브가 배급하였으며 저스트 코즈 시리즈 중 첫 번째 게임이다. 마이크로소프트 윈도우, 플레이스테이션 2, 엑스박스, 엑스박스 360용으로출시되었다. 게임 중 탐험하는 면적은 1,024km2이며, 완수해야 하는 21개 스토리 미션과 300개가 넘는 사이드 미션이 있다.
2009년 4월 23일 기준으로 100만 본 이상이 판매되었다. 이 게임의 후속 작품은 아이도스 인터랙티브 배급, 스퀘어 에닉스 배포작 저스트 코즈 2이며 2010년 3월 출시되었다. 저스트 코즈 3는 2014년 11월 공개되어 2015년 12월 출시되었다. 저스트 코즈 4는 2018년 12월 마이크로소프트 윈도우, 플레이스테이션 4, 엑스박스 원용으로 출시되었다.

## 평가
| 평론 점수 평론사 점수 PC PS2 엑스박스 엑스박스 360 CGM [ 3 ] N/A N/A N/A EGM N/A 6.67/10 [ 4 ] 6.67/10 [ 4 ] 6.67/10 [ 4 ] 유로게이머 N/A N/A N/A 6/10 [ 5 ] 패미츠 N/A N/A N/A (X360) 32/40 [ 6 ] 31/40 [ 6 ] 게임 인포머 7.25/10 [ 7 ] 7.25/10 [ 7 ] 7.25/10 [ 7 ] 7.25/10 [ 7 ] 게임프로 N/A N/A N/A 4.25/5 [ 8 ] 게임스팟 7.2/10 [ 9 ] 6.7/10 [ 10 ] 7.2/10 [ 9 ] 7.2/10 [ 9 ] 게임스파이 N/A N/A N/A [ 11 ] 게임트레일러스 N/A N/A N/A 7.6/10 [ 12 ] 게임존 N/A N/A 7.5/10 [ 13 ] 7.9/10 [ 14 ] IGN 6.8/10 [ 15 ] 5.5/10 [ 16 ] 6.8/10 [ 17 ] (UK) 8.8/10 [ 18 ] (US) 6.8/10 [ 19 ] OPM (US) N/A 4/10 [ 20 ] N/A N/A OXM (US) N/A N/A 8/10 [ 21 ] 8.5/10 [ 22 ] PC 게이머 (US) 93% [ 23 ] N/A N/A N/A The Sydney Morning Herald [ 24 ] [ 24 ] [ 24 ] [ 24 ] The Times [ 25 ] [ 25 ] [ 25 ] [ 25 ] 통합 점수 메타크리틱 75/100 [ 26 ] 67/100 [ 27 ] 74/100 [ 28 ] 73/100 [ 29 ] |         |         |          |                         |
| 평론 점수 |         |         |          |                         |
| 평론사 | 점수    | 점수    | 점수     | 점수                    |
| 평론사 | PC      | PS2     | 엑스박스 | 엑스박스 360            |
| CGM | [ 3 ]   | N/A     | N/A      | N/A                     |
| EGM | N/A     | 6.67/10 | 6.67/10  | 6.67/10                 |
| 유로게이머 | N/A     | N/A     | N/A      | 6/10                    |
| 패미츠 | N/A     | N/A     | N/A      | (X360) 32/40 31/40      |
| 게임 인포머 | 7.25/10 | 7.25/10 | 7.25/10  | 7.25/10                 |
| 게임프로 | N/A     | N/A     | N/A      | 4.25/5                  |
| 게임스팟 | 7.2/10  | 6.7/10  | 7.2/10   | 7.2/10                  |
| 게임스파이 | N/A     | N/A     | N/A      | [ 11 ]                  |
| 게임트레일러스 | N/A     | N/A     | N/A      | 7.6/10                  |
| 게임존 | N/A     | N/A     | 7.5/10   | 7.9/10                  |
| IGN | 6.8/10  | 5.5/10  | 6.8/10   | (UK) 8.8/10 (US) 6.8/10 |
| OPM (US) | N/A     | 4/10    | N/A      | N/A                     |
| OXM (US) | N/A     | N/A     | 8/10     | 8.5/10                  |
| PC 게이머 (US) | 93%     | N/A     | N/A      | N/A                     |
| The Sydney Morning Herald | [ 24 ]  | [ 24 ]  | [ 24 ]   | [ 24 ]                  |
| The Times | [ 25 ]  | [ 25 ]  | [ 25 ]   | [ 25 ]                  |
| 통합 점수 |         |         |          |                         |
| 메타크리틱 | 75/100  | 67/100  | 74/100   | 73/100                  |